# 20a cerimònia dels Lumières
La 20a cerimònia dels Lumières de la Premsa Internacional, va tenir lloc el 2 de febrer de 2015 a l'Espace Cardin i fou presentada per Estelle Martin i Patrick Fabre.

## Guanyadors i nominats
Els guanyadors s'indiquen en negreta.
| Millor pel·lícula - Timbuktu d'Abderrahmane Sissako - Saint-Laurent de Bertrand Bonello - La família Bélier d'Éric Lartigau - Trois Cœurs de Benoît Jacquot - Bande de filles de Céline Sciamma - Pas son genre de Lucas Belvaux | Millor director - Abderrahmane Sissako per Timbuktu - Lucas Belvaux per Pas son genre - Bertrand Bonello per Saint-Laurent - Benoît Jacquot per Trois Cœurs - Cédric Kahn per Vie sauvage - Céline Sciamma per Bande de filles |
| Millor actor - Gaspard Ulliel pel paper d’Yves Saint Laurent a Saint-Laurent - Guillaume Canet pel paper de Franck a La prochaine fois je viserai le cœur i el de Maurice Agnelet a L'Homme qu'on aimait trop - Romain Duris pel paper de David / Virginia a Une nouvelle amie - Mathieu Kassovitz pel paper de Philippe « Paco » Fournier a Vie sauvage - Pierre Niney pel paper de Yves Saint Laurent a Yves Saint Laurent - Benoît Poelvoorde pel paper de Marc a Trois Cœurs | Millor actriu - Karin Viard pel paper de Gigi Bélier a La família Bélier i el de Lulu a Lulu, femme nue - Juliette Binoche pel paper de Maria Enders a Els núvols de Sils Maria - Émilie Dequenne pel paper de Jennifer a Pas son genre - Charlotte Gainsbourg pel paper de Sylvie a Trois Cœurs i el d'Alice a Samba - Adèle Haenel pel paper de Madeleine a Les Combattants i el d'Agnès Le Roux a L'Homme qu'on aimait trop - Sandrine Kiberlain pel paper de Muriel Bayen a Elle l'adore |
| Millor actor revelació - Kévin Azaïs a Les Combattants - Thomas Blumenthal a La Crème de la crème - Bastien Bouillon a Le Beau Monde - Jean-Baptiste Lafarge a La Crème de la crème - Didier Michon a Fièvres - Pierre Rochefort a Un beau dimanche - Marc Zinga a Qu'Allah bénisse la France | Millor actriu revelació - Louane Emera a La família Bélier - Joséphine Japy a Respire - Alice Isaaz a La Crème de la crème - Lou de Laâge a Respire - Ariane Labed a Fidelio, l'odyssée d'Alice - Karidja Touré a Bande de filles - Ana Girardot a Le Beau Monde i La prochaine fois je viserai le cœur |
| Millor pel·lícula francòfona - Dos dies, una nit de Jean-Pierre i Luc Dardenne - C'est eux les chiens... de Hicham Lasri - Fièvres de Hicham Ayouch - L'Oranais de Lyes Salem - Mommy de Xavier Dolan - Run de Philippe Lacôte | Millor guió - Déu meu, però què t'hem fet? – Philippe de Chauveron i Guy Laurent - Hipòcrates – Thomas Lilti, Julien Lilti, Baya Kasmi i Pierre Chosson - Connexió Marsella – Cédric Jimenez i Audrey Diwan - Elle l'adore – Jeanne Herry i Gaëlle Macé - Saint-Laurent – Bertrand Bonello i Thomas Bidegain - La família Bélier – Victoria Bedos i Stanislas Carré de Malberg |
| Millor primera pel·lícula - Les Combattants de Thomas Cailley - Party Girl de Marie Amachoukeli, Claire Burger i Samuel Theis - Elle l'adore de Jeanne Herry - Chante ton bac d'abord de David André - Qu'Allah bénisse la France d'Abd al Malik - Tristesse Club de Vincent Mariette | Millor fotografia - Rémy Chevrin per À la vie - Yves Cape per Vie Sauvage - Josée Deshaies per Saint Laurent - Sofian El Fani per Timbuktu - Darius Khondji per Màgia a la llum de la lluna - Arnaud Potier per Respire |
| Premi especial Lumière - Bande de filles de Céline Sciamma | Premi Lumière d’honor - Jean-Pierre Mocky |